# Cg'ose Ntcox'o

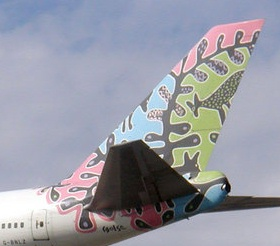
Máy bay British Airways với phong cách nghệ thuật của Cg'ose Ntcox'o

Cg'ose Ntcox'o (đôi khi được viết thành Xhose Noxo), còn được gọi là Cgoise (khoảng 1950 – 6 tháng 10 năm 2013) là một nghệ sĩ người Botswana.

## Sự nghiệp nghệ thuật
Ntcox'o là một thành viên của bộ tộc Ncoakhoe của người San, và được sinh ra ở quận Ghanzi của Botswana. Bà là thành viên của Dự án Nghệ thuật Kuru. Đầu những năm 1990, một số tác phẩm của bà đã được trưng bày trong một phòng trưng bày ở London và được đại diện của British Airways chú ý, người đã quyết định mua một trong những tác phẩm của bà và sử dụng nó làm cơ sở cho một thiết kế trong sơ đồ dân tộc của họ. Một đại diện cho hãng hàng không đã đến Châu Phi để gặp bà; trong lời kể của mình, bà được trao "một mảnh giấy và bảo... hãy làm một cây thánh giá". Mặc dù thực tế là bà ấy không biết chữ, giao dịch này được tổ chức để ràng buộc và khiến bà phải chuyển giao quyền sở hữu tác phẩm.] Bà đã nhận được 12.000 pula việc này. Vào thời điểm đó, chồng bà bị bệnh lao còn con gái thì thất nghiệp. Bà đã phải gánh trách nhiệm lo cho gia đình rất lớn.
Tác phẩm của Ntcox'o được cho là đã từng khiến Margaret Thatcher nổi giận khi nó được trình diễn ở Vương quốc Anh. Trong sự nghiệp của mình, bà đã hợp tác với một nhóm các nghệ sĩ San khác từ Dự án nghệ thuật Kuru trên ấn phẩm của Qauqaua, một cuốn sách của các nghệ sĩ được xuất bản tại Johannesburg năm 1996. Năm 1999, bà là một trong tám nghệ sĩ, bốn người Kalahari và bốn người từ New Mexico, tham gia vào một cuộc trao đổi văn hóa với Đại học New Mexico, nơi họ sẽ tạo ra một bộ thạch bản về chủ đề của những kẻ lừa đảo trong văn hóa dân gian. Bà được đại diện trong các bộ sưu tập của Bảo tàng Nghệ thuật Portland và thành phố Albuquerque, New Mexico, nơi trưng bày các bản in thạch bản của bà Jujubu và Nxam Veldfood trong Tòa nhà Chính phủ Thành phố và Hạt. Năm 2004, tác phẩm của bà xuất hiện trên một con tem bưu chính do Botswana phát hành, một trong bốn bộ tác phẩm mô tả của các nghệ sĩ đương đại; những nghệ sĩ khác được có mặt bao gồm Nxaedom Qhomatca và Qgoma Ncokg'o.
Cuối đời, Ntcox'o được nghệ sĩ đồng nghiệp Coex'ae Qgam chăm sóc, người mà bà đã sống cùng cho đến khi chết. Bản thân Ntcox'o đã chết vì đột quỵ, gần như không còn tài sản gì.